# 햄프턴 로드 애드미럴스
| 햄프턴 로드 애드미럴스 |                                                                 |
| 콘퍼런스               | 북부 콘퍼런스 (1997년~2000년)                                   |
| 디비전                 | 이스트 디비전 (1990년~1997년) 노스이스트 디비전 (1997년~2000년) |
| 설립연도               | 1989년                                                          |
| 해체연도               | 2000년                                                          |
| 역사                   | 햄프턴 로드 애드미럴스 (1989년~2000년)                          |
| 경기장                 | 노퍽 스코프                                                     |
| 연고지                 | 버지니아주 노퍽                                                 |
| 상징색                 | 파랑, 금, 하양                                                  |
| 구단주                 |                                                                 |
| 단장                   |                                                                 |
| 감독                   |                                                                 |
| NHL 제휴               |                                                                 |
| AHL 제휴               |                                                                 |
| 정규시즌 우승          |                                                                 |
| 콘퍼런스 우승          |                                                                 |
| 디비전 우승            | 2 (1991, 1994)                                                  |
| 켈리 컵                | 3 (1991, 1992, 1998)                                            |
| 영구 결번              |                                                                 |

햄프턴 로드 애드미럴스(Hampton Roads Admirals)는 미국 버지니아주 노퍽을 연고지로 하는 1989년부터 2000년까지 ECHL 소속되었던 아이스 하키팀이다.

## 역대 홈경기장
| 경기장                 | 사용기간      | 수용인원 | 장소            | 비고 |
| ---------------------- | ------------- | -------- | --------------- | ---- |
| 햄프턴 로드 애드미럴스 |               |          |                 |      |
| 노퍽 스코프            | 1989년~2000년 | 8,701명  | 버지니아주 노퍽 | 빈칸 |